# Haldwani
Haldwani of Haldwani-cum-Kathgodam is een stad en gemeente in het district Nainital van de Indiase staat Uttarakhand. 

## Demografie
Volgens de Indiase volkstelling van 2001 wonen er 129.140 mensen in Haldwani, waarvan 53% mannelijk en 47% vrouwelijk is. De plaats heeft een alfabetiseringsgraad van 69%.